# Олійник Ганна Никифорівна
Ганна Никифорівна (Ничипорівна) Олійник (1912, село Певжа Волинської губернії, тепер Млинівського району Рівненської області — ?) — українська радянська діячка, селянка, голова Острожецької сільської ради Острожецького району Рівненської області. Депутат Верховної Ради СРСР 2-го скликання. 

## Біографія
Народилася в бідній селянській родині. У шестирічному віці осиротіла, наймитувала в заможних селян. З 1924 по 1929 рік наймитувала в польського поміщика Гріцвальда.
У 1929 році вийшла заміж та працювала у власному сільському господарстві. Чоловік Ганни Олійник, Петро, був заарештований польською владою і засуджений на 12 років ув'язнення. Ганні Олійник присудили два роки ув'язнення.
З кінця 1939 року — радянська активістка, член сільської ради села Певжа Острожецького району Рівненщини.
Під час німецько-радянської війни з літа 1941 року перебувала в евакуації у Дубовському районі Сталінградської області РРФСР, завідувала тваринницькою фермою колгоспу «Доброволець». У 1944 році повернулася до Ровенської області.
З 1944 року — голова Певжівської сільської ради Острожецького району Ровенської області.
На січень 1946 року — голова Острожецької сільської ради Острожецького району Ровенської області. Закінчила курси жіночих організаторів райкомів КП(б)У.
Член ВКП(б).
З 1947 року — жіночий організатор Острожецького районного комітету КП(б)У Ровенської області.